# Право і Безпека
«Право і Безпека» - науковий журнал.

## Історія
Науковий журнал «Право і Безпека», засновником і видавцем якого є Харківський національний університет внутрішніх справ, почав видаватись у 2002 р. (перше свідоцтво про державну реєстрацію друкованого ЗМІ серії КВ № 6136 від 10.05.2002).
До складу першої редакційної колегії журналу увійшли: ректор Університету, доктор юридичних наук, професор О. М. Бандурка (головний редактор), доктор юридичних наук, професор В. С. Венедиктов (заступник головного редактора), доктор економічних наук, професор Є. В. Ковальов (заступник головного редактора), доктор фізико-математичних наук, професор С. В. Яковлєв (заступник головного редактора), кандидат технічних наук, старший науковий співробітник І. В. Зозуля (відповідальний секретар), доктор технічних наук, професор Ю. О. Абрамов, доктор економічних наук, професор В. В. Глущенко, доктор технічних наук, професор І. Д. Горбенко, доктор юридичних наук, професор В. П. Ємельянов, доктор технічних наук, професор М. М. Зацеркляний, доктор економічних наук, професор М. М. Кім, кандидат юридичних наук, професор П. І. Орлов, доктор економічних наук, професор В. М. Соболєв, доктор технічних наук, професор Ю. В. Стасєв, доктор юридичних наук, професор В. М. Трубников, доктор технічних наук, професор І. А. Шеренков, доктор економічних наук, професор О. Л. Яременко, доктор юридичних наук, професор О. Н. Ярмиш.
Голови редакційної колегії журналу за час його існування:
- 2002—2006 рр. — Бандурка Олександр Маркович;
- 2006—2008 рр., 2012—2016 рр. — Головко Олександр Миколайович;
- 2009—2012 рр. — Комзюк Анатолій Трохимович;
- з 2016 р. — Бурдін Михайло Юрійович.

Відповідальні секретарі редколегії збірника:
- 2002—2008 рр. — Зозуля Ігор Вікторович;
- 2009—2013 рр. — Конобевська Ольга Олександрівна;
- з 2014 р. (тимчасово або постійно) — Білоус Петро Олександрович.

У 2007 р. було здійснено перереєстрацію журналу як друкованого засобу масової інформації в Міністерстві юстиції України (свідоцтво серії КВ № 13012-1896ПР від 28.08.2007).
У 2003 р. журнал було зареєстровано як міжнародне видання в ISSN International Centre, Paris (ISSN (Pint) 1727—1584), а в 2018 р. міжнародну реєстрацію отримав сайт журналу (ISSN (Online) 2617—2933).
Також у 2018 р. (наказ Мін’юсту України від 24.05.2018 № 1582/5) журнал отримав нові паралельні назви різними мовами – «Право і безпека» (українською), «Право и безопасность» (російською), «Law and Safety» (англійською). У свідоцтві про державну реєстрацію друкованого засобу масової інформації (серія КВ № 23376-13216ПР), одержаному Харківським національним університетом внутрішніх справ 22.06.2018, уперше визначено, що журнал видається змішаними мовами (українською, російською, англійською), видання є науковим, нова періодичність видання становитиме 4 рази на рік. Як програмні цілі (основні принципи) засобу масової інформації закріплено: поширення результатів наукових досліджень теоретичних і практичних проблем права і безпеки, наукове забезпечення законотворчого процесу та практичної діяльності правоохоронних органів України, сприяння реалізації державної політики у сфері забезпечення прав і свобод громадян та протидії злочинності тощо. Починаючи з 2018 року повна назва видання в бібліографічних описах і посиланнях виглядає таким чином:
«Право і безпека = Право и безопасность = Law and Safety».

## Визнання журналу як фахового в Україні
Журнал є фаховим з:
- юридичних наук (з 11.06.2003 дотепер),
- психологічних наук — юридичної психології (з 06.03.2015 дотепер),
- соціологічних наук (з 10.12.2003 по 09.02.2015),
- технічних наук (з 11.06.2003 по 31.08.2010),
- психологічних наук (з 10.12.2003 по 31.08.2010),
- економічних наук (з 30.06.2004 по 31.08.2010).

## Участь у конкурсах
2003 р. — журнал визнано Спілкою юристів України найкращим юридичним періодичним виданням України на V конкурсі юридичних видань 2002/2003 року та нагороджено спеціальними відзнаками за високий науковий рівень публікацій та висвітлення широкого комплексу проблем правоохоронної діяльності, а також за оригінальність внутрішнього оформлення;
2010 р. — 2-ге місце в Конкурсі на найкраще наукове, навчальне та періодичне видання в системі МВС України в номінації «Наукові періодичні видання» (далі — Конкурс МВС);
2013 р. — 2-ге місце в Конкурсі МВС;
2014 р. — 3-тє місце в Конкурсі МВС;
2017 р. — 2-ге місце в Конкурсі МВС.

## Реєстрація збірника в міжнародних наукометричних базах, репозитаріях, каталогах
1) Google Scholar (Google Академія) — з 2015 р.;
2) Index Copernicus International — з 2015 р.;
3) Polska Bibliografia Naukowa (PBN) — з 2015 р.;
4) Open Academic Journals Index (OAJI) — з 2015 р.;
5) Research Bible (ResearchBib) — з 2015 р.;
6) Наукова періодика України (НБУВ) — з 2009 р.

## Сайт видання
http://pb.univd.edu.ua

## Інші періодичні наукові видання ХНУВС[5][6]
1. Збірник наукових праць «Вісник Харківського національного університету внутрішніх справ», сайт видання: http://visnyk.univd.edu.ua
2. Збірник наукових праць «Вісник Кримінологічної асоціації України», сайт видання: http://www.visnikkau.org
3. Електронне наукове фахове видання «Форум права», сайт видання: http://forumprava.pp.ua